# Amalie Vangsgaard
Amalie Vangsgaard (Pandrup, 29 november 1996) is een voetbalspeelster uit Denemarken. Ze speelt als aanvaller voor Paris Saint-Germain in de Division 1 Féminine.

## Clubcarrière
Amalie Vangsgaard begon met voetballen bij Fortuna Hjørring. In 2016 won ze met de club de beker. Na een korte periode bij BSF uit Ballerup stapte ze over naar competitiegenoot FC Nordsjælland in 2019. Bij deze club won Vangsgaard opnieuw de Deense beker.
In 2021 maakte Vangsgaard de overstap naar het Zweedse Linköpings FC. In haar tweede seizoen wist Vangsgaard maar liefst 22 keer tot scoren te komen waardoor ze buitenlandse interesse wist te wekken.
Op 10 januari 2023 stapte Vangsgaard over naar de Franse topclub Paris Saint-Germain. In Parijs tekende Vangsgaard een contract tot medio 2025.

## Statistieken
| Seizoen | Club                | Competitie          | Competitie | Competitie | Beker | Beker | Overig | Overig | Totaal | Totaal |
| Seizoen | Club                | Competitie          | Wed.       | Dlp.       | Wed.  | Dlp.  | Wed.   | Dlp.   | Wed.   | Dlp.   |
| ------- | ------------------- | ------------------- | ---------- | ---------- | ----- | ----- | ------ | ------ | ------ | ------ |
| 2018/19 | BSF                 | Elitedivisionen     | 7          | 0          | 0     | 0     | 0      | 0      | 7      | 0      |
| 2018/19 | FC Nordsjælland     | Elitedivisionen     | 0          | 0          | 10    | 3     | 0      | 0      | 10     | 3      |
| 2019/20 | FC Nordsjælland     | Elitedivisionen     | 19         | 8          | 0     | 0     | 0      | 0      | 19     | 8      |
| 2020/21 | FC Nordsjælland     | Elitedivisionen     | 16         | 4          | 0     | 0     | 0      | 0      | 16     | 4      |
| 2021    | Linköpings FC       | Damallsvenskan      | 10         | 1          | 3     | 3     | 0      | 0      | 13     | 4      |
| 2022    | Linköpings FC       | Damallsvenskan      | 25         | 22         | 1     | 3     | 0      | 0      | 26     | 25     |
| 2022/23 | Paris Saint-Germain | Division 1 Féminine | 8          | 2          | 4     | 0     | 2      | 0      | 14     | 2      |
| 2023/24 | Paris Saint-Germain | Division 1 Féminine | 17         | 6          | 3     | 2     | 8      | 0      | 28     | 8      |
| Totaal  | Totaal              | Totaal              | 102        | 43         | 22    | 11    | 12     | 0      | 136    | 54     |

Bijgewerkt t/m 6 april 2024.

## Interlandcarrière
Amalie Vangsgaard maakte haar debuut voor het Deense nationale team in een kwalificatie wedstrijd voor het WK 2023 tegen Montenegro op 1 september 2022. In deze wedstrijd kwam ze als invaller in de 64ste minuut binnen de lijnen.
Op 30 juni 2023 werd bekend dat Vangsgaard was opgenomen in de selectie van Denemarken voor het WK 2023 door bondscoach Lars Søndergaard. Vangsgaard kwam alle wedstrijden in actie. In de eerste groepswedstrijd tegen China maakte Vangsgaard haar eerste interlanddoelpunt. Denemarken werd in de achtste finales uitgeschakeld tegen gastland Australië.